# Carol Kenyon
Carol Kenyon (1959) è una cantante britannica.

## Biografia
La sua famiglia è di origini guyanesi.
Popstar e artista dance dotata di grande estensione vocale, si è accostata alla musica nei primi anni '80, con l'ingresso nella prestigiosa National Youth Jazz Orchestra: divenuta poi solista ha inciso in tutto cinque album, riscuotendo un buon successo. Nota soprattutto per aver affiancato gli Heaven 17 nel loro singolo più fortunato, Temptation, Carol Kenyon ha fatto da vocalist a molti altri artisti come Eros Ramazzotti (album In ogni senso), Gary Moore, Paul Hardcastle, Kylie Minogue, Pet Shop Boys, Simple Minds, Chris Rea, Malcolm McLaren, Van Morrison, Elton John.

## Discografia

### Singoli
- 1984 - Warrior Woman
- 1984 - Dance With Me
- 1987 - Give Me One Good Reason
- 1988 - Fascinating
- 1990 - Never Let Me Go